# Joshua Homme
Joshua Homme (ur. 17 maja 1973 w Palm Springs) – amerykański gitarzysta i producent muzyczny, członek stoner metalowej grupy Kyuss. Po rozpadzie zespołu w 1997 razem z Alfredo Hernandezem oraz Nickiem Oliverim założył zespół Queens of the Stone Age (QOTSA), w którym jest gitarzystą i wokalistą. Jest również założycielem i perkusistą zespołu Eagles of Death Metal oraz członkiem supergrupy Them Crooked Vultures.
Po zawieszeniu Kyussa jeszcze przed założeniem QOTSA Homme miał tak dużo czasu, że postanowił go spędzać na pustyni. Nie było to dla niego nic nowego, gdyż w latach 80. organizował razem z przyjaciółmi imprezy na pustyni, które sami nazywali „generator parties”. Tym razem oprócz instrumentów znalazł się też sprzęt do nagrywania. W taki sposób narodził się jeden z najciekawszych projektów muzycznych XX i XXI wieku, do którego namówił wiele gwiazd hard rocka czyli Desert Sessions.
Do tej pory ukazało się 10 części Desert Sessions, w których nagraniu brali udział m.in.: Ben Shepherd (Soundgarden, Wellwater Conspiracy), Fred Drake (Earthlings), Brant Bjork (Kyuss, Fu Manchu), Alfredo Hernandez (Kyuss), John McBain (Monster Magnet, Wellwater Conspiracy), Twiggy Ramirez (Marilyn Manson), PJ Harvey, Mark Lanegan (Screaming Trees), Troy van Leeuwen (A Perfect Circle, QOTSA).
W 2011 roku gościnnie wystąpił na koncercie indierockowego zespołu Florence and the Machine w Nowym Jorku. Zaśpiewana wspólnie piosenka – cover utworu Johnny’ego Casha „Jackson” – znalazła się na albumie MTV Unplugged.
W 2016 wyprodukował album Iggy’ego Popa Post Pop Depression, a następnie brał udział we wspólnej trasie z liderem The Stooges.

## Instrumentarium
| Gitary - 1984 Ovation Ultra GP guitars - Gibson Les Paul - Gibson SG - Gibson Marauder Custom - Gibson Maton MS503 - Gibson Maton MS524 - Gibson Epiphone Dot - Maton BB1200 „Betty Blue” in Black, Blue, Red Wine and a Tobacco with Scroll Tailpiece - Motor Ave Bel Aire – Black with Silver scratchplate - Maton MS526 with Bigsby - Maton MS500 12 String Homme Signature (Josh Homme's signature) - Gibson Barney Kessel Signature - Yamaha SA503 TVL in Black (Troy Van Leeuwen's signature) - Teisco '68 V-2 - Ampeg Dan Armstrong plexiglass guitar - Seymour Duncan Pickups: SH-1, SHR-1b Wzmacniacze i kolumny głośnikowe - Ampeg Vt-22 combos - Ampeg V-4 - Vox AC30 - Fender Black Face Bassman amplifier - Matchless Hotbox |  | Efekty gitarowe - Boss tuner - Electro Harmonix Bass Micro-synth - Ernie Ball volume JR pedal - Boss SD-1 - Way Huge Aqua Puss - Whirlwind Selector pedal - Fulltone Clyde Wah - Boss GE-7 EQ - SIB! Echodrive - Fulltone Ultimate Octave - Maestro Stage Phaser - Lovetone Meatball - Dunlop Crybaby Q-Zone - Smart Peoples Factory Red Threat Distortion/Fuzz box - Smart Peoples Factory Green Line Overdrive Pedal - Electro Harmonix Small Stone - Electro-Harmonix POG Polyphonic Octave Generator Pedal - MXR Phase 90 - Dunlop Crybaby Classic Wah Pozostałe - Herco flex 75 guitar picks |

## Filmografia
| Tytuł          | Rok  | Uwagi                                      | Źródło |
| -------------- | ---- | ------------------------------------------ | ------ |
| „Metallimania” | 1997 | film dokumentalny, reżyseria: Marc Paschke | [ 4 ]  |
| „Sound City”   | 2013 | film dokumentalny, reżyseria: Dave Grohl   | [ 5 ]  |

## Nagrody i wyróżnienia
| Rok  | Kategoria     | Tytułem      | Nagroda                     | Nota | Źródło |
| ---- | ------------- | ------------ | --------------------------- | ---- | ------ |
| 2014 | Best Vocalist | Joshua Homme | Revolver Golden Gods Awards | Laur | [ 6 ]  |